# Manicoré
Manicoré là một đô thị thuộc bang Amazonas, Brasil. Đô thị này có diện tích 48282,48 km², dân số năm 2007 là 43889 người, mật độ 0,91 người/km².